# Andrew Rock
Andrew Rock (Marshfield, 23 gennaio 1982) è un velocista statunitense, specializzato nei 400 metri piani.
In carriera è stato campione olimpico (ad Atene 2004) e mondiale (a Helsinki 2005) della staffetta 4×400 metri.

## Palmarès
| Anno | Manifestazione  | Sede     | Evento      | Risultato | Prestazione | Note                                    |
| ---- | --------------- | -------- | ----------- | --------- | ----------- | --------------------------------------- |
| 2004 | Giochi olimpici | Atene    | 4×400 m     | Oro       | 2'55"91     | [ 1 ]                                   |
| 2005 | Mondiali        | Helsinki | 400 m piani | Argento   | 44"35       | Miglior prestazione personale           |
| 2005 | Mondiali        | Helsinki | 4×400 m     | Oro       | 2'56"91     | Miglior prestazione mondiale stagionale |

## Campionati nazionali
2004
- 5º ai campionati statunitensi, 400 m piani - 44"95

2005
- Bronzo ai campionati statunitensi, 400 m piani - 44"70

2006
- Oro ai campionati statunitensi, 400 m piani - 44"45

2007
- Eliminato in semifinale ai campionati statunitensi, 400 m piani - 45"40

2009
- Eliminato in batteria ai campionati statunitensi, 400 m piani - 47"10

## Altre competizioni internazionali
2005
- Bronzo al Prefontaine Classic ( Eugene), 400 m piani - 45"58

2006
- 4º alla World Athletics Final ( Stoccarda), 400 m piani - 44"69
- 4º al Golden Gala ( Roma), 400 m piani - 44"82
- 5º al Memorial Van Damme ( Bruxelles), 400 m piani - 44"97
- Argento al Meeting de Paris ( Parigi), 400 m piani - 45"02
- 4º all'ISTAF Berlin ( Berlino), 400 m piani - 45"41

2007
- 5º al Bauhaus-Galan ( Stoccolma), 400 m piani - 45"12
- 4º all'Herculis ( Monaco), 400 m piani - 45"28